# Гришаєнков Федір Архипович
Федір Архипович Гришаєнков (1914, село Видріца Могильовської губернії, тепер Хіславицького району Смоленської області, Російська Федерація — 15 березня 1983) — радянський діяч, 2-й секретар ЦК КП(б) Туркменії, заступник начальника Управління КДБ по Москві та Московській області, генерал-майор. Депутат Верховної ради Туркменської РСР. Депутат Верховної ради СРСР 4—5-го скликань.

## Життєпис
Народився в селянській родині. З 1929 до 1936 року навчався в школі фабрично-заводського навчання. У 1936—1939 роках — десятник, виконроб будівельної організації «Мосмалярремонтпобут».
У 1939 році закінчив будівельний технікум у Москві. У 1939—1940 роках — секретар комітету комсомолу Московського будівельного технікуму.
У 1940—1942 роках — майстер (вчитель) школи фабрично-заводського навчання в Москві, старший майстер ремісничого училища в Свердловську, заступник директора ремісничого училища.
Член ВКП(б) з 1941 року.
З 1942 до 1946 року — на комсомольській роботі: інструктор ЦК ВЛКСМ, заступник завідувача відділу. На 1945—1946 роки — 1-й секретар Сталінградського обласного комітету ВЛКСМ. 
У 1949 році закінчив Вищу партійну школу при ВКП(б).
У 1949—1953 роках — 1-й заступник завідувача, завідувач відділу партійних, профспілкових і комсомольських органів ЦК КП(б) Туркменії.
10 вересня 1953 — 13 червня 1960 року — 2-й секретар ЦК КП Туркменії.
У 1960 — січні 1962 року — заступник начальника Управління КДБ по Москві.
У січні 1962 — 1969 року — заступник начальника Управління КДБ по Москві та Московській області.
З 1977 року — персональний пенсіонер.

## Звання
- підполковник
- полковник
- генерал-майор

## Нагороди та відзнаки
- орден Леніна
- орден Червоної Зірки
- два ордени «Знак Пошани» (6.05.1945,)
- медалі